# 369 Aëria
369 Aëria là một tiểu hành tinh lớn ở vành đai chính. Nó được xếp loại tiểu hành tinh kiểu M.
Tiểu hành tinh này do A. Borrelly phát hiện ngày 4.7.1893 ở Marseilles. Tên của nó bằng tiếng Latinh, có nghĩa là "không khí" (một trong 4 nguyên tố tự nhiên: đất, nước, lửa và không khí)